# プレーリー郡 (モンタナ州)
プレーリー郡（英: Prairie County）は、アメリカ合衆国モンタナ州の東部に位置する郡である。2010年国勢調査での人口は1,179人であり、2000年の1,199人から1.7％減少した。郡庁所在地はテリー（人口605人）であり、同郡で人口最大の自治体でもある。
プレーリー郡は、1915年にモンタナ州議会がカスター郡、ドーソン郡とファロン郡から一部を分離して設立した。郡名はコンテストで選ばれており、郡の地形の大半を占めるプレーリーに因んでいる。
1938年に郡内でカスタークリーク列車事故がおこり、47人が死亡し75人が負傷した。

## 地理
アメリカ合衆国国勢調査局に拠れば、郡域全面積は1,743平方マイル (4,513 km2)であり、このうち陸地は1,737平方マイル (4,498 km2)、水域は6平方マイル (16 km2)で水域率は0.34％である。

### 主要高規格道路
- 州間高速道路94号線
- モンタナ州道253号線

### 隣接する郡
- マコーン郡 - 北
- ドーソン郡 - 北
- ウィボー郡 - 東
- ファロン郡 - 南東
- カスター郡 - 南
- ガーフィールド郡 - 西

## 人口動態
以下は2000年国勢調査による人口統計データである。
| 基礎データ - 人口: 1,199人 - 世帯数: 537 世帯 - 家族数: 354 家族 - 人口密度: 0人/km2（0人/mi2） - 住居数: 718軒 - 住居密度: 0軒/km2（0軒/mi2） 人種別人口構成 - 白人: 98.00% - ネイティブ・アメリカン: 0.50% - アジア人: 0.17% - その他の人種: 0.17% - 混血: 1.17% - ヒスパニック・ラテン系: 0.67% 先祖による構成 - ドイツ系：43.8％ - ノルウェー系：11.9％ - アイルランド系：12.4％ - イギリス系：7.0％ 言語による構成 - 英語：97.8％ - ドイツ語：2.2％ 年齢別人口構成 - 18歳未満: 18.7% - 18-24歳: 4.3% - 25-44歳: 20.0% - 45-64歳: 32.9% - 65歳以上: 24.1% - 年齢の中央値: 49歳 - 性比（女性100人あたり男性の人口） - 総人口: 106.7 - 18歳以上: 106.1 | 世帯と家族（対世帯数） - 18歳未満の子供がいる: 22.3% - 結婚・同居している夫婦: 61.1% - 未婚・離婚・死別女性が世帯主: 2.4% - 非家族世帯: 33.9% - 単身世帯: 31.3% - 65歳以上の老人1人暮らし: 17.3% - 平均構成人数 - 世帯: 2.19人 - 家族: 2.74人 収入と家計 - 収入の中央値 - 世帯: 25,451米ドル - 家族: 32,292米ドル - 性別 - 男性: 22,424米ドル - 女性: 18,833米ドル - 人口1人あたり収入: 14,422米ドル - 貧困線以下 - 対人口: 17.2% - 対家族数: 13.3% - 18歳未満: 23.6% - 65歳以上: 15.5% |

## 都市と町

### 町
- テリー - 郡庁所在地

### 国勢調査指定地域
- ファロン

### その他の町
- ソーガス
- シャーリー
- ジアロ